# چیودا (روسیه)
چیودا (به لاتین: Chyoda) یک منطقهٔ مسکونی در روسیه است که در استان آرخانگلسک واقع شده‌است.